# Goathill

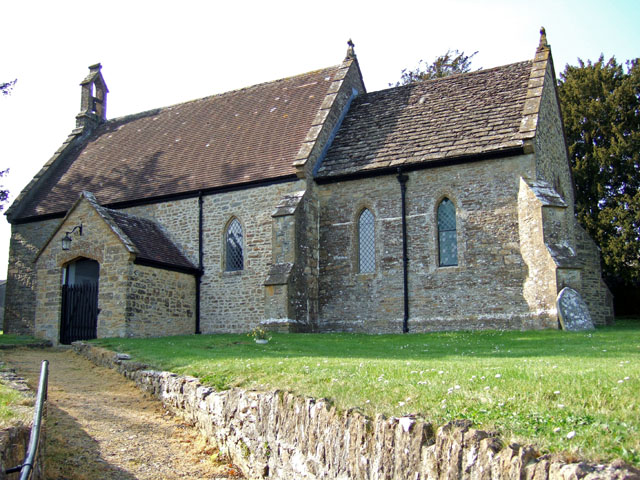
Kirche St. Peter

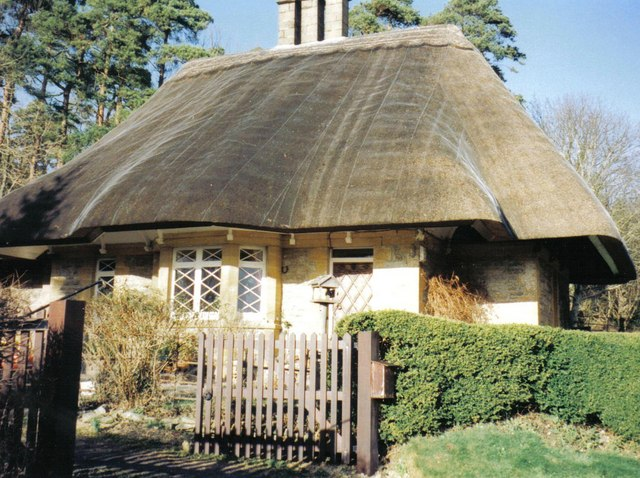
Goathill Lodge

Goathill ist eine Ortschaft und zugleich eine Landgemeinde (Civil Parish) in der Unitary Authority Dorset in England, etwa vier Kilometer östlich von Sherborne gelegen. Der landwirtschaftlich geprägte Weiler umfasst acht Wohnhäuser, die sich teilweise um die kleine Pfarrkirche, teilweise um eine südlich davon gelegene Straßenverzweigung gruppieren. Goathill hat vierzehn Einwohner, Stand 2014, die Größe der Gemarkung beträgt 120 Hektar. Benachbart liegen, beginnend im Norden und dann im Uhrzeigersinn, die Gemeinden Milborne Port, Purse Caundle, Haydon und Castleton. Im Osten grenzt Goathill an die Grafschaft Somerset, zu der es bis 1896 auch gehörte.
Aufgrund der geringen Zahl der Bewohner hat Goathill keinen eigenen Gemeinderat (Parish Council), sondern bildet gemeinsam mit dem westlich angrenzenden Castleton sowie Oborne und Poyntington eine Verwaltungsgemeinschaft namens Yeohead and Castleton.
Historisch bedeutsam sind die Kirche St. Peter, ursprünglich aus dem 13. Jahrhundert, aber zu Anfang des 19. Jahrhunderts grundlegend umgestaltet, sowie ein südlich, abseits gelegenes Haus am Rande des Sherborne Parks, das Goathill Lodge, aus der zweiten Hälfte des 19. Jahrhunderts. Beide sind als Listed Building der Kategorie II eingestuft.
Im Nordwesten Goathills liegt in einem kleinen ehemaligen Steinbruch, dem Goathill Quarry, ein geologisch bedeutsamer Aufschluss, in dem fossilienreicher Kalkstein aus dem Bathonium ansteht. Er ist als Site of Special Scientific Interest ausgewiesen und steht unter Naturschutz.